# 南本牧
南本牧（みなみほんもく）は、神奈川県横浜市中区の町名。「丁目」の設定のない単独町名である。住居表示未実施区域。

## 地理
中区の南東部に位置し、北西に豊浦町と接している。町内の殆どが倉庫や埠頭などが占めている。

## 歴史

### 沿革
- 1998年（平成10年）4月1日 - 埋立地の編入により、南本牧を新設[5]。
- 1999年（平成11年）11月1日 - 埋立地の一部を編入[5]。
- 2000年（平成12年）7月14日 - 埋立地の一部を編入[5]。
- 2001年（平成13年）7月13日 - 埋立地の一部を編入[5]。
- 2012年（平成24年）10月15日 - 埋立地の一部を編入[5]。
- 2014年（平成26年）1月15日 - 埋立地の一部を編入[5]。
- 2015年（平成27年）7月3日 - 埋立地の一部を編入[6]。
- 2016年（平成28年）6月24日 - 埋立地の一部を編入[6]。

## 事業所
2021年現在の経済センサス調査による事業所数と従業員数は以下の通りである。
| 町丁   | 事業所数 | 従業員数 |
| ------ | -------- | -------- |
| 南本牧 | 35事業所 | 694人    |

### 事業者数の変遷
経済センサスによる事業所数の推移。
| 年                 | 事業者数 |
| ------------------ | -------- |
| 2016年（平成28年） | 24       |
| 2021年（令和3年）  | 35       |

### 従業員数の変遷
経済センサスによる従業員数の推移。
| 年                 | 従業員数 |
| ------------------ | -------- |
| 2016年（平成28年） | 490      |
| 2021年（令和3年）  | 694      |

## 施設
- 南本牧埠頭
- 南本牧廃棄物最終処分場

## その他

### 日本郵便
- 郵便番号：231-0816[2]（集配局：横浜港郵便局[9]）

### 警察
町内の警察の管轄区域は以下の通りである。
| 番・番地等 | 警察署     | 交番・駐在所 |
| ---------- | ---------- | ------------ |
| 全域       | 山手警察署 | 本牧ふ頭交番 |